# Ranatra australis
Ranatra australis är en insektsart som beskrevs av Hungerford 1922. Ranatra australis ingår i släktet Ranatra och familjen vattenskorpioner. Inga underarter finns listade i Catalogue of Life.